# Agathosma orbicularis
Agathosma orbicularis là một loài thực vật có hoa trong họ Cửu lý hương. Loài này được (Thunb.) Bartl. & H.L.Wendl. mô tả khoa học đầu tiên năm 1824.